# Иоанн (Оболенский)
Архимандрит Иоанн (в миру Пётр Иванович Оболенский; 1799, Орловская губерния — 17 (29) августа 1851, Рязань) — архимандрит Русской православной церкви, настоятель Рязанского Троицкого монастыря.

## Биография
Сын священника Орловской епархии. В 1823 году окончил курс в Орловской духовной семинарии, в том же году поступил в Киевскую духовную академию, которую закончил со степенью магистра богословия.
В 1829 году принял постриг; в том же году рукоположён во иеромонаха и определён инспектором Пермской духовной семинарии.
В 1830 году назначен и. д. ректора той же семинарии.
С 9 мая 1830 году — ректор и профессор богословия Харьковской духовной семинарии.
3 февраля 1833 года возведён в сан архимандрита.
С 17 февраля 1836 года — настоятель Куряжского Преображенского монастыря Харьковской губернии.
В 1840 году вызван в Санкт-Петербург на чреду священнослужения и проповедания Слова Божия.
С 1 июля 1842 года — ректор возрождённой Казанской духовной академии, с присвоением ему лично степени настоятеля первоклассного монастыря.
1 мая 1844 года уволен по прошению и переведён настоятелем в Рязанский Троицкий монастырь.
Все время пребывания в Рязанской епархии состоял членом Рязанской Духовной Консистории.
Скончался 17 августа 1851 года. Погребён в Рязанском Троицком монастыре.